# Monopis lacticaput
Monopis lacticaput är en fjärilsart som beskrevs av Diakonoff 1955. Monopis lacticaput ingår i släktet Monopis och familjen äkta malar. Inga underarter finns listade i Catalogue of Life.